# El meu amic Mr. Morgan
El meu amic Mr. Morgan (originalment en anglès, Mr. Morgan's Last Love) és una pel·lícula de 2013 basada en la novel·la francesa La Douceur Assassine de Françoise Dorner. Està escrita i dirigida per Sandra Nettelbeck i és protagonitzat per Michael Caine i Clémence Poésy. La pel·lícula es va rodar a París, Bretanya, Brussel·les i Colònia l'agost de 2011. El protagonista francès del llibre, Monsieur Armand, es va canviar per un estatunidenc de nom Mr. Morgan. Nettelbeck havia escrit el guió pensant directament per ser interpretat per Caine. Ha estat doblada al català.

## Sinopsi
La pel·lícula se centra en un professor jubilat i vídu (Caine), que viu a París i que desenvolupa una relació especial amb una jove francesa (Poésy). Aquesta és l'estructura central d'una història sobre les relacions canviants d'aquest professor i el seu fill, i el sentit de la vida.

## Repartiment
- Michael Caine com a Matthew Morgan
- Clémence Poésy com a Pauline Laubie
- Justin Kirk com a Miles Morgan
- Jane Alexander com a Joan Morgan
- Gillian Anderson com a Karen Morgan
- Richard Hope com a filatelista
- Anne Alvaro com a Colette Léry
- Louis-Julien Petit com a estudiant adormit a l'autobús